# Anoplodactylus versluysi
Anoplodactylus versluysi is een zeespin uit de familie Phoxichilidiidae. De soort behoort tot het geslacht Anoplodactylus. Anoplodactylus versluysi werd in 1908 voor het eerst wetenschappelijk beschreven door Loman. 